# بورو (شهرستان قره‌سو)
بورو (به لاتین: Börü) یک منطقهٔ مسکونی در قرقیزستان است که در شهرستان قره‌سو (قرقیزستان) واقع شده‌است. بورو ۲٬۰۷۹ نفر جمعیت دارد و ۱٬۳۱۷ متر بالاتر از سطح دریا واقع شده‌است.